# Shepherdswell
Shepherdswell est un village du Kent, en Angleterre.